# August Mouson
August Friedrich Mouson (* 14. Februar 1874 in Frankfurt am Main; † 29. Dezember 1958 in Wehrheim) war ein deutscher Seifen- und Parfüm-Fabrikant und Teilinhaber der J.G. Mouson & Cie, die sich Anfang des 20. Jahrhunderts zu einem Großunternehmen entwickelte.

## Leben

### Herkunft und Familie
August Friedrich Mouson war ein  Sohn des Fabrikanten Johann Daniel Mouson, der aus der ursprünglich in Metz ansässigen Hugenottenfamilie Mouson stammte. Seine Mutter war Maria Elisabeth Schott (1808–1902). Sein Großvater August Friedrich Mouson hatte im Jahre 1798 die Firma J.G. Mouson & Cie gegründet.
Am 31. Mai 1902 heiratete August Friedrich in Frankfurt Elisabeth Maria Walluff (1883–1942, Tochter des Architekten Johann Peter Walluff und der Johanna Margarethe Schütz), mit der er die Töchter Johanna Margarethe (1905–1960, ∞ 1951 Bildhauer Fritz Wienand) und Maria Anna (* 1907, ∞ Dr. Karl-Heinz Kuthe) sowie den Sohn Johann Daniel (1904–1943) hatte.

### Wirken
Er erhielt eine kaufmännische Ausbildung in London und wurde in Grasse in Südfrankreich mit der Feinseifensiederei vertraut gemacht. Anschließend studierte er Chemie bei Carl Remigius Fresenius und arbeitete in dessen Labor in Wiesbaden. 1895 kam er in das Familienunternehmen und wurde 1905 zunächst Teilhaber und  1948  dessen Alleininhaber. Er entwickelte die Creme Mouson, die 1912/1913 auf den Markt kam und 1920 die Zusatzbezeichnung „mit Tiefenwirkung“  erhielt. Sie wurde zu einem großen Verkaufserfolg und das Standardprodukt des Hauses Mouson.
In den 1920er Jahren führte er zusammen mit seinem Cousin Fritz Mouson den Umbau der Fabrik durch. Dabei entstanden Sozialeinrichtungen und ein Hausmuseum. Auch der Mousonturm entstand im Rahmen des Bauprojektes.

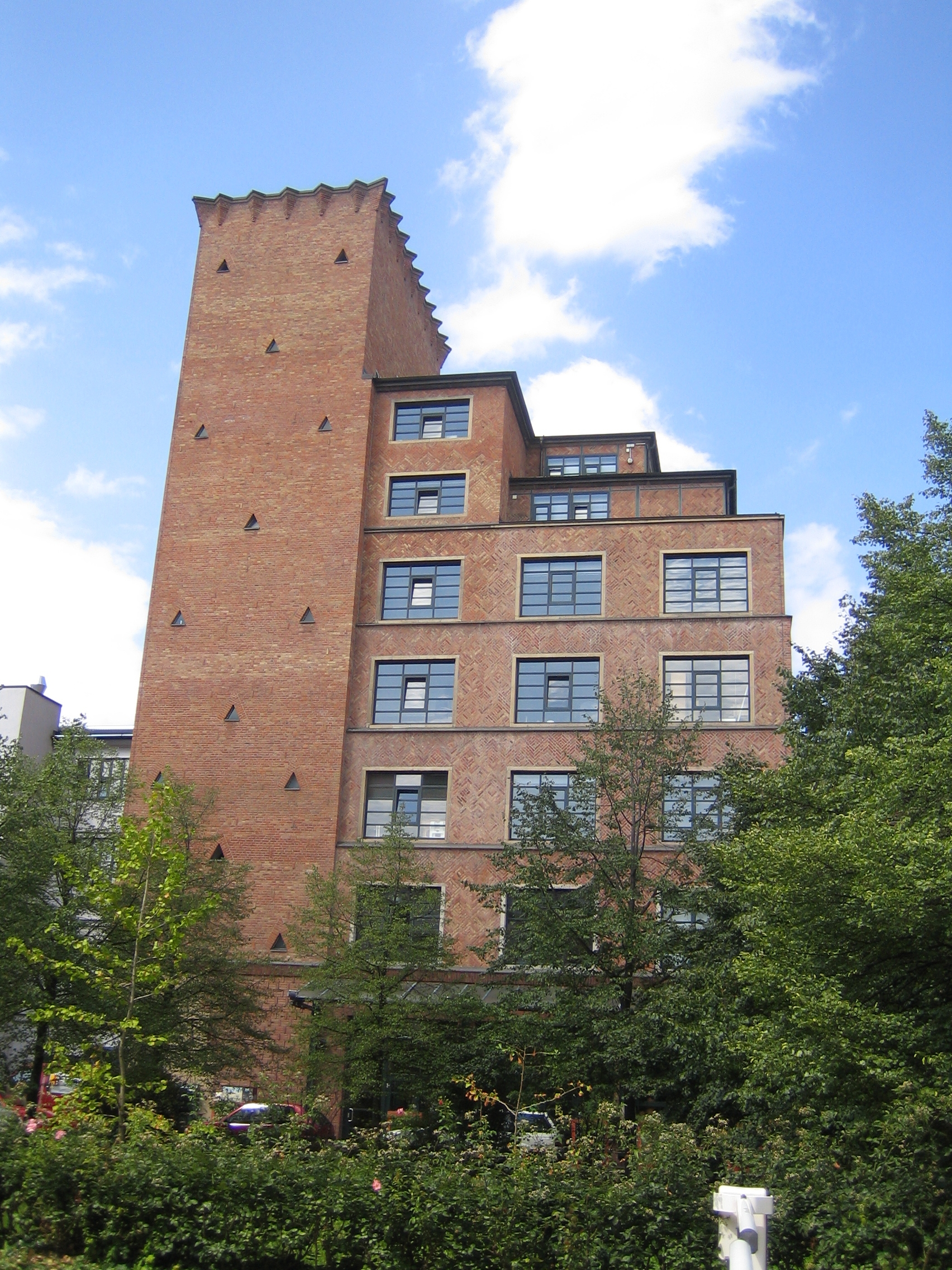
Der Mousonturm, 1924/1925 durch August Friedrich und Fritz Mouson errichtet

1943 musste er nach dem frühen Tod seines Sohnes Johann Daniel erneut die Leitung der Firma übernehmen.
Er war unterstützendes Mitglied der Frankfurter Rudergesellschaft Germania 1869.
1972 veräußerte sein Enkel Hans das Unternehmen an einen Konkurrenten, weil die notwendig gewordene Verlagerung der Produktion aus dem Frankfurter Wohngebiet einen hohen Investitionsaufwand gefordert hätte.

### Öffentliche Ämter
- Vorstandsmitglied im Verband der Körperpflegeindustrie

### Auszeichnungen
- 1953 Bundesverdienstkreuz (Verdienstkreuz)
- 1954 Ehrenplakette der Stadt Frankfurt am Main
- Goldene Ehrennadel der Jägerschaft